# Teggiano
Teggiano – miejscowość i gmina we Włoszech, w regionie Kampania, w prowincji Salerno.
Według danych na rok 2004 gminę zamieszkiwało 8075 osób, 132,4 os./km².